# Grivița (Ialomița)
Grivița es una comuna ubicada en el distrito de Ialomița, Rumania.

## Superficie
Cuenta con una superficie de 83,21 kilómetros cuadrados.

## Demografía
Hasta 2021 la población era de 2863 habitantes, con una densidad de población de 34,41 habitantes por kilómetro cuadrado.